# Episinus cuzco
Episinus cuzco là một loài nhện trong họ Theridiidae.
Loài này thuộc chi Episinus. Episinus cuzco được Herbert Walter Levi miêu tả năm 1967.